# فرودگاه مورو
فرودگاه مورو  (به انگلیسی: Moro Airport) یک فرودگاه با کد یاتا MXH است. این فرودگاه در کشور پاپوآ گینه نو قرار دارد و در ارتفاع ۸۳۵ متری از سطح دریا واقع شده‌است.

## شرکت‌های هواپیمایی و مقصدهای پروازی
| شرکت‌های هواپیمایی | مقصدهای پروازی    |
| ----------------- | ----------------- |
| ایر نیوگینی       | کنز               |
| Airlines PNG      | ماونت هاگن، جکسنز |